# Rijksbeschermd gezicht Westerse Bos
Gezicht Westerse Bos is een van rijkswege beschermd dorpsgezicht in Westerse Bos bij Schoonebeek in de Nederlandse provincie Drenthe. Het gebied werd op 1 mei 1969 definitief aangewezen. Het beschermd gezicht beslaat een oppervlakte van 47,9 hectare.
Panden die binnen een beschermd gezicht vallen krijgen niet automatisch de status van beschermd monument. Wel zal de gemeente het bestemmingsplan aanpassen om nieuwe ontwikkelingen in het gebied te reguleren. De gezichtsbescherming richt zich op de stedenbouwkundige en cultuurhistorische waardering van een gebied en wil het toekomstig functioneren daarvan veiligstellen.